# Rekeh-wer
Rekeh-wer (Altes und Mittleres Reich: Großer Brand) bezeichnete im ägyptischen Kalender die kälteste Jahreszeit, in der mit dem Herdfeuer geheizt werden musste. Von der prädynastischen Zeit bis zum Ende des Mittleren Reiches repräsentierte Rekeh-wer als ursprünglich siebter Monat des Sothis-Kalenders die Zeitspanne von Anfang Dezember bis Anfang Januar.
Alan Gardiner wie auch Richard Anthony Parker vermuten, dass Rekeh-wer im Laufe der Kalendergeschichte die Jahresform wechselte, weshalb sich Rekeh-wer spätestens ab dem Neuen Reich auf den sechsten Monat verschob.
Im Ebers-Kalender um 1517 v. Chr. lag Rekeh-wer auf dem ersten Peret-Monat und datierte vom 16. Dezember bis 14. Januar (Elephantine) beziehungsweise vom 21. Dezember bis 19. Januar (Memphis).
Rekeh-wer repräsentierte den regenreichsten Monat. Für Alexandria ergibt sich eine durchschnittliche Menge von 56 mm (30 % des Jahres). Die zugehörigen Regen-Dekan-Sterne sind in den Rekeh-wer Dekaden 19 bis 21 erwähnt. Der Name des dritten Peret-Monats änderte sich später in Phamenoth.